# Paracilicaea fimbriata
Paracilicaea fimbriata là một loài chân đều trong họ Sphaeromatidae. Loài này được Kussakin, Malyutina & Rostomov miêu tả khoa học năm 1990.